# Mark Kidel
Mark Kidel (Londres, 6 de julho de 1947) é um cineasta britânico.